# Gayle Mahulette

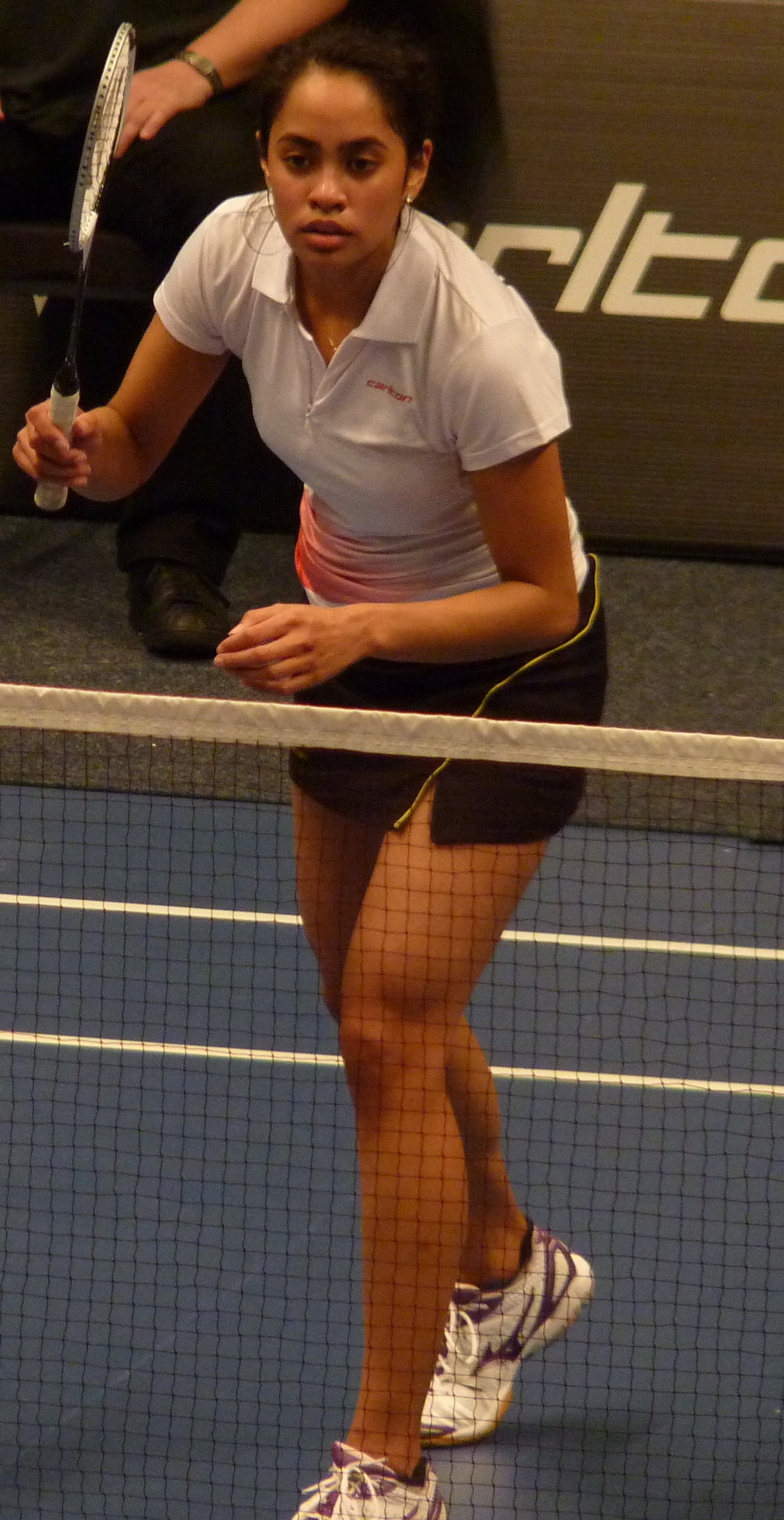
Gayle Mahulette

Gayle Mahulette (Arnhem, 17 april 1993) is een Nederlands badmintonster van Molukse komaf.
In 2014, 2017, 2018 en 2022 werd ze Nederlands kampioen. Ze nam deel aan de Europese kampioenschappen badminton 2018 (ronde 3).

## Erelijst
2013
- Tweede Morocco International damesenkel
- Tweede Morocco International gemengddubbel met Vincent de Vries
- Tweede Lithuanian International damesdubbel met Alida Chen

2014
- Nederlands kampioene damesenkel
- Tweede Nederlands kampioenschap damesdubbel met Myke Halkema
- Tweede Estonian International damesdubbel met Myke Halkema

2015
- Tweede Nederlands kampioenschap damesenkel
- Winnaar Dutch International damesdubbel met Cheryl Seinen
- Tweede Slovak Open damesenkel
- Winnaar Slovak Open damesdubbel met Cheryl Seinen

2016
- Tweede Nederlands kampioenschap damesenkel

2017
- Nederlands kampioene damesenkel
- Halvefinalist Irish Open 2017 damesenkel

2018
- Nederlands kampioene damesenkel
- Halvefinalist Swedish Open 2018 damesenkel
- Halvefinalist Spanish International 2018 International Challenge damesenkel
- Tweede Welsh Open International damesenkel

2019
- Tweede Nederlands kampioenschap damesenkel

2020
- Tweede Nederlands kampioenschap damesenkel

2021
- Halvefinalist Polish Open 2021 International Challenge damesenkel

2022
- Nederlands kampioene damesenkel
- Eredivisie 2022/23 met BC Duinwijck